# Żuperki
Żuperki (biał. Жуперкі; ros. Жуперки) – wieś na Białorusi, w obwodzie witebskim, w rejonie postawskim, w sielsowiecie Woropajewo.

## Historia
W czasach zaborów wieś w granicach Imperium Rosyjskiego.
W dwudziestoleciu międzywojennym wieś leżała w Polsce, w województwie wileńskim, w powiecie duniłowickim (od 1926 postawskim), w gminie Łuck (od 1927 gmina Kozłowszczyzna).
Według Powszechnego Spisu Ludności z 1921 roku zamieszkiwały tu 183 osoby, 141 było wyznania rzymskokatolickiego, 42 prawosławnego. Jednocześnie 169 mieszkańców zadeklarowało polską przynależność narodową, 12 białoruską, a 2 inną. Było tu 36 budynków mieszkalnych. W 1931 w 35 domach zamieszkiwało 196 osób.
Miejscowość należała do parafii rzymskokatolickiej w Mosarzu i prawosławnej w Osinogródku. Podlegała pod Sąd Grodzki w Duniłowiczach i Okręgowy w Wilnie; właściwy urząd pocztowy mieścił się w Kozłowszczyźnie.
W 1938 roku miejscowość należała do gromady Żuperki gminy Kozłowszczyzna.